# Novabrasil Salvador
Novabrasil Salvador é uma emissora de rádio brasileira com sede em Salvador. Opera na 104,7 MHz e é uma emissora própria da Novabrasil, pertencente ao Grupo Thathi de Comunicação. Sua programação é composta por músicas da MPB. Seus estúdios estão localizados no Salvador Trade Center, enquanto seu sistema irradiante está localizado na torre da TV Aratu, no bairro da Federação.

## História
Anteriormente conhecida como Manchete FM, localizada no bairro dos Barris, essa rádio pertencia ao Grupo Bloch sendo mais tarde alugada a Igreja Renascer em Cristo transformando-a em Manchete Gospel FM, tempos depois foi vendida ao ex-governador de São Paulo Orestes Quércia, desde então passou a se chamar NovaBrasil FM.
O embrião do projeto de uma rede de emissoras comandadas pelas Organizações Sol Panamby no FM surgiu em 1996, quando a Nova FM de Campinas passou a repetir integralmente a programação da Nova FM de São Paulo. Ambas possuíam programação adulto-contemporânea, sendo que a emissora de Campinas foi a primeira aquisição do grupo, já trabalhando neste formato desde 1985.
Em setembro de 1999, é revelado em matéria da Folha de S.Paulo que o empresário Orestes Quércia comprou as cinco emissoras que formavam a rede Manchete FM (São Paulo, Rio de Janeiro, Brasília, Salvador e Recife) por 8 milhões de dólares. Naquele momento, elas estavam arrendadas à Igreja Renascer em Cristo, que já estava providenciando uma nova frequência para operar sua rede, a Manchete Gospel FM.
Inicialmente, foi cogitado que fosse lançada uma rede com programação popular, mas declinaram da proposta devido à concorrência que já existia. A iniciativa de lançar uma rádio de música brasileira (focada na MPB contemporânea) surgiu quando a Musical FM de São Paulo foi arrendada à Igreja Deus é Amor. Com a brecha deixada, optou-se por lançar uma rede para o mercado MPB. O nome escolhido para essa rede foi NovaBrasil FM e sua inauguração oficial ocorreu à meia-noite de 1.º de junho de 2000, inicialmente para São Paulo e Campinas (substituindo as duas emissoras que já pertenciam as Organizações Sol Panamby). Aos poucos, a rede assume as emissoras que pertenciam ao Grupo Bloch, estreando a filial carioca em 1.º de novembro de 2000. Em seguida entra no ar a filial de Brasília e em março de 2002 entram no ar as emissoras de Salvador e Recife.
Em outubro de 2020, é confirmada a venda da rede NovaBrasil FM e das demais empresas de comunicação do Grupo Solpanamby ao Grupo Thathi de Comunicação, do empresário Chaim Zaher, com base em Ribeirão Preto. A nova administração assume no mês seguinte.